# Reial Club de Polo de Barcelona
El Reial Club de Polo de Barcelona és un club amb important tradició en els esports hípics i en l'hoquei sobre herba. Organitza activitats com el Concurs de Salts Internacional, el Torneig Internacional de Polo, el Torneig Internacional d'Hoquei de Reis i la Copa Potter de Tennis de Veterans. Ha estat, a més, seu del Campionat del Món d'Hoquei (1971), el Campionat del Món de Veterans de Tennis (1993), els Campionats Internacionals femenins de Tennis (1994 i 1995) o el Torneig Preolímpic d'Hoquei (1996). El 1992, va ser la seu de les proves hípiques dels Jocs Olímpics de Barcelona 1992. Des de desembre de 2023, el seu president és Pablo Sánchez.

## Història[calcitació]

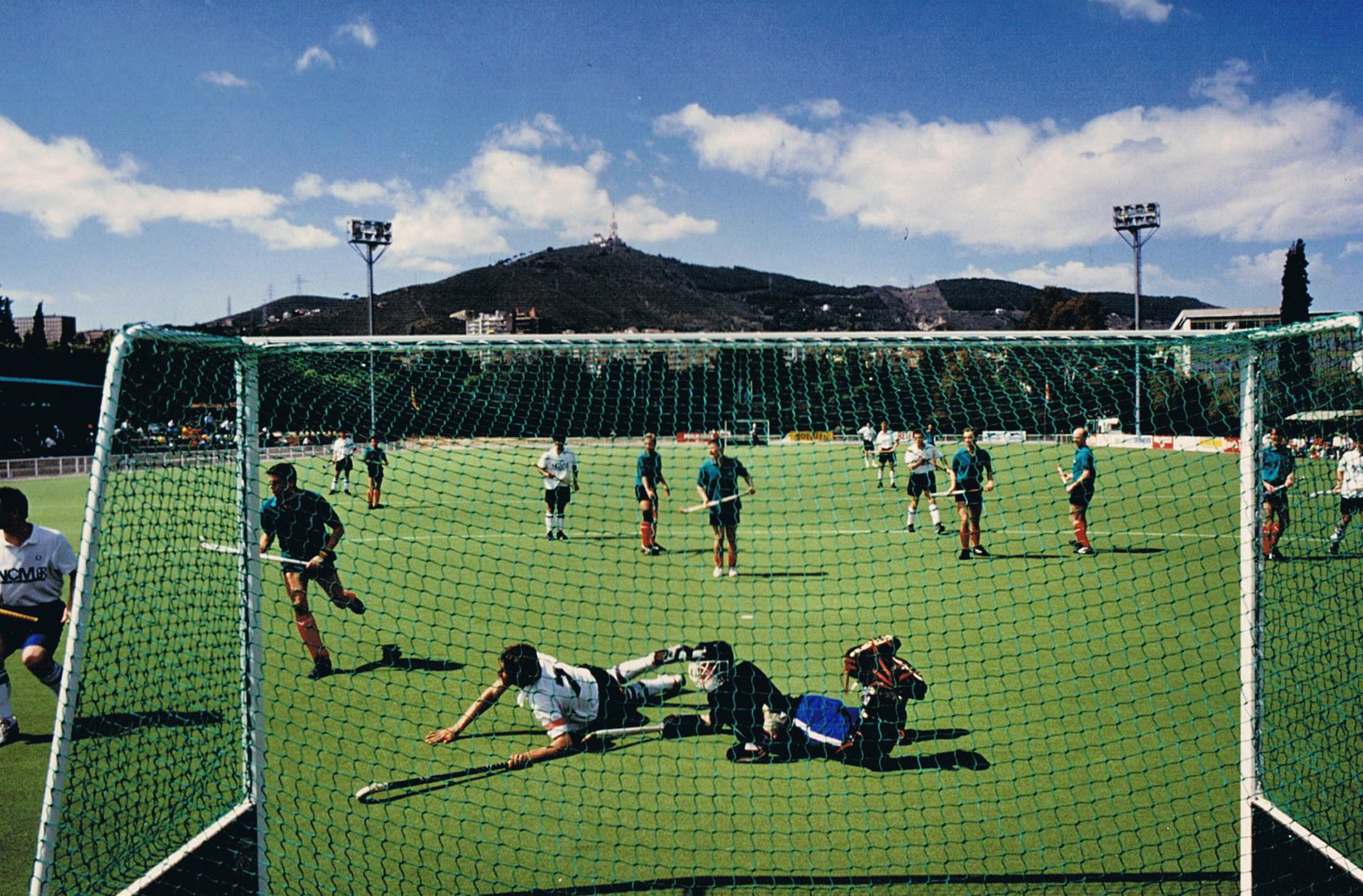
Partit Vogelzang - Polo

A Barcelona existia ja a meitats del segle xix el Círculo Ecuestre, amb la seva secció Foment de la Cria de Cavalls, on aparegueren els primers pioners dels esports hípics a casa nostra. Enric de Ibarrola i Paulino de la Cruz i uns quants socis d'aquella societat van començar a practicar el Polo a Barcelona, que es disputava a l'hipòdrom de Can Tunis. Aquests joves es decidiren a crear una nova societat anomenada Polo Club de Barcelona, fundada l'11 de maig de 1897. En els seus inicis se centraren exclusivament en la pràctica i difusió del polo.
El primer concurs hípic de Barcelona va tenir lloc a la Plaça d'Armes del Parc de la Ciutadella l'any 1902. El Cercle Eqüestre organitzà un altre concurs el 1907. Un any més tard l'encarregat d'organitzar el concurs fou el Club de Polo, incorporant, d'aquesta forma, l'hípica a les seves activitats. El concurs se celebrà a un picador del carrer Casp, propietat del professor d'equitació Arsenio Abad, i que rebia el nom de Joquei Club.
Als anys 1910, el club va adquirir uns terrenys a Can Ràbia (Sarrià). La idea de crear una societat més potent que fomentés la pràctica de l'hípica portà a la fusió amb el Barcelona Joquei Club, naixent el 2 de juliol de 1912 el Reial Polo Joquei Club de Barcelona Societat Hípica. A més de l'hípica, s'hi començà a practicar el lawn-tennis (1904), l'hoquei sobre herba (1907), o el 1912 es disputà el primer partit a Espanya amb equips complets entre el Polo i l'Espanyol.
L'any 1932, es traslladà als actuals terrenys a la Diagonal (vegeu jardins de la Torre Melina). El 1939 adoptà la denominació actual. El posterior edifici del club fou obra de l'arquitecte Robert Terradas i Via. Als anys 1990, el club incorporà la secció de pàdel.

## Seccions esportives[3]
- Polo, des de 1897
- Tennis, des de 1904
- Hoquei sobre herba, des de 1907
- Hípica, des de 1908
- Futbol, durant la temporada 1912-1913
- Pàdel, des de 1990

## Equips filials
- Diagonal Hockey Club[4]
- Pedralbes Hockey Club[4]
- Club Esportiu Pedralbes 1991[4]
- Gran Reserva Hockey Club[4]
- Polo 1897 (desaparegut)[5]

## Palmarès[calcitació]

### Hoquei herba masculí
- Copa d'Europa (1): 2003-04
- Campionat de Catalunya (35): 1918, 1920, 1921, 1922, 1923, 1924, 1925, 1929, 1932, 1934, 1935, 1936, 1940, 1954, 1955, 1957, 1958, 1960, 1962, 1972, 1974, 1975, 1977, 1978, 1979, 1981, 1983, 1984, 2007-08, 2011-12, 2012-13, 2016-17, 2017-18, 2018-19, 2021-22
- Lliga d'Espanya (15): 1957-58, 1958-59, 1969-70, 1976-77, 1977-78, 1979-80, 1980-81, 1981-82, 2001-02, 2002-03, 2007-08, 2012-13, 2013-14, 2014-15, 2017-18
- Copa d'Espanya (31): 1915-16, 1916-17, 1921-22, 1923-24,1924-25,1928-29, 1940-41, 1956-57, 1957-58, 1958-59, 1959-60, 1961-62, 1963-64, 1969-70, 1972-73, 1973-74, 1975-76, 1978-79, 1980-81, 1981-82, 1982-83, 1988-89, 1995-96. 2002-03, 2007-08, 2012-13, 2013-14, 2015-16, 2016-17, 2018-19, 2019-20

### Hoquei herba femení
- Campionat de Catalunya (21): 1962-63, 1966-67, 1968-69, 1969-70, 1970-71, 1971-72, 1972-73, 1973-74, 1974-75, 1975-76, 1977-78, 1979-80, 1989-90, 1992-93, 1993-94, 1994-95, 1995-96, 2002-03, 2003-04, 2005-06, 2015-16
- Copa d'Espanya (4): 2002-03, 2003-04, 2004-05, 2014-15
- Lliga d'Espanya (2): 2002-03, 2005-06

## Presidents[1]
- Enrique de Ibarrola (1897-1900)
- Joaquim Milans del Bosch i Carrió (1900-02)
- Luis López y Díaz de Quijano (1902-12)
- Eusebio López y Díaz de Quijano (1912-14, 1919-24, 1925-28 i 1930-33)
- Luis Marsans Peix (1914-19)
- Juan Urruela Morales (1924-25 i 1928-29)
- Aracdio Balaguer (1934-35)
- Antonio de Cuyás Lagrea (1940-51)
- Miquel Mateu i Pla (1951-57)
- Claudio López Sert (1957-60)
- Antonio Muntadas Prim (1960-84)
- Manel Reñaga Sykes (1984-92)
- José María Fuster Paredes (1992-95)
- Joaquín Calvo Jaques (1995-2002)
- Joan Àngel Calzado de Castro (2002-10)
- Eudaldo Bonet Ferrer (2010-16)
- Curro Espinós de Pascual (2016-2023)
- Pablo Sánchez (2023-)[1][2]

## Curiositats
A principis dels anys vuitanta, l'arqueòleg Ferran Puig va descobrir casualment la presència de sitges romanes en uns rebaixos al Real Club de Polo, a prop del campus de la Facultat de Geografia i Història de la Universitat de Barcelona i del camp d'hípica, a l'avinguda del Doctor Gregorio Marañón, no lluny de l'avinguda de la Diagonal. Malgrat que la troballa fou notificada al Servei d'Arqueologia de la Generalitat de Catalunya, no s'hi feu cap intervenció ni es recolliren materials arqueològics.